# Trofeo Manta Open 2007
Il Trofeo Manta Open 2007 è stato un torneo di tennis facente parte della categoria ATP Challenger Series nell'ambito dell'ATP Challenger Series 2007. Il torneo si è giocato a Manta in Ecuador dal 13 al 19 agosto 2007 su campi in cemento.

## Vincitori

### Singolare
Gō Soeda ha battuto in finale  Eduardo Schwank con il punteggio di 6–4, 6–2

### Doppio
Eduardo Schwank /  Horacio Zeballos hanno battuto in finale  John-Paul Fruttero /  Eric Nunez 6–4, 6–2